# Paul-Loup Chatin
Paul-Loup Chatin (Dourdan, 19 ottobre 1991) è un pilota automobilistico francese, due volte vincitore European Le Mans Series nel 2014 e 2019, mentre nel 2023 ha vinto il Campionato IMSA WeatherTech SportsCar nella classe LMP2.

## Carriera

### Kart e Formula Renault
Nato a Dourdan, Chatin inizia a correre in karting nel 2006 all'età di 14 anni. Nel 2010 debutta in monoposto nella F4 Eurocup 1.6 francese dove conquista due vittorie, entrambi sul Circuito di Silverstone davanti a Stoffel Vandoorne e Norman Nato. L'anno seguente passa alla Eurocup Formula Renault 2.0 con il team Tech 1 Racing, il pilota francese in due stagioni vince una sola gara sul Circuito Paul Ricard davanti a due futuri piloti di Formula 1, Daniil Kvjat e Carlos Sainz Jr.

### Endurance
Nel 2013, Chatin ha deciso di passare alle corse di auto sportive, unendosi al Team Endurance Challenge nella categoria LMPC della European Le Mans Series. Chatin vince i round di Imola, Spielberg e l'Hungaroring, laureandosi campione nella sua classe.
Per la stagione 2014 passa alla classe LMP2 con il team Signatech Alpine dove ottiene una vittoria a Spielberg ed altri due podi vincendo il titolo insieme a Nelson Panciatici e Oliver Webb. Lo stesso anno partecipa anche alla 24 Ore di Le Mans dove chiudono settimo in classifica generale e terzi nella classe LMP2.
L'anno seguente continua con il team Signatech Alpine passando nel WEC dove vince la 6 Ore di Shanghai nella classe LMP2.
Dopo due anni passati come pilota part time si unisce al team francese IDEC Sport per la stagione 2018 della European Le Mans Series e per la 24 Ore di Le Mans. Nel 2019 partecipa a due round del WEC il team Racing Team Nederland sostituendo Giedo van der Garde risultato positivo al covid-19, nel resto della stagione vince per la seconda volta il titolo assoluto nella European Le Mans Series. Dopo due anni senza vittorie, nel 2022 sul circuito di Monza torna a vincere.
Nel 2022 viene chiamato dal team Richard Mille Racing Team per sostituire Sébastien Ogier per la 6 Ore di Monza e gli ultimi round della stagione.
Nel 2023 si unisce al team PR1/Mathiasen Motorsports co qui partecipa alla 24 Ore di Daytona nella classe LMP2 con Alex Quinn, Ben Keating e Nicolas Lapierre. Inoltre, ritorna a guidare per IDEC Sport nella European Le Mans Series. In coppia con Ben Keating vince il Campionato IMSA WeatherTech SportsCar nella classe LMP2. La stagione seguente sostituisce l'infortunato Ferdinand Habsburg durante il primo round della European Le Mans Series.
Nel 2025 disputerà la 24 Ore di Daytona con la Oreca LMP2 07 di Era Motorsport, mentre per il resto della stagione correrà nella ELMS con il team IDEC Sport e nel WEC con l'Alpine Endurance Team con l'Hypercar A424. 

## Risultati

### Riassunto della carriera
| Stagione | Serie                               | Team                         | Gare | Vittorie | Pole | G.V | Podio | Punti | Pos. |
| -------- | ----------------------------------- | ---------------------------- | ---- | -------- | ---- | --- | ----- | ----- | ---- |
| 2010     | F4 Eurocup 1.6                      | Auto Sport Academy           | 14   | 2        | 2    | 2   | 4     | 103   | 4°   |
| 2011     | Eurocup Formula Renault 2.0         | Tech 1 Racing                | 14   | 1        | 1    | 0   | 2     | 75    | 9°   |
| 2011     | Formula Renault 2.0 Alps            | Tech 1 Racing                | 14   | 3        | 2    | 3   | 9     | 326   | 3°   |
| 2012     | Eurocup Formula Renault 2.0         | Tech 1 Racing                | 14   | 0        | 0    | 0   | 1     | 77    | 6°   |
| 2012     | Formula Renault 2.0 Alps            | Tech 1 Racing                | 14   | 1        | 2    | 1   | 11    | 194   | 3°   |
| 2013     | Porsche Carrera Cup France          | Tsunami RT                   | 10   | 1        | 0    | 0   | 1     | 91    | 9°   |
| 2013     | Porsche Carrera Cup Italia          | Tsunami RT                   | 2    | 1        | 1    | 0   | 2     | 32    | 9°   |
| 2013     | European Le Mans Series - LMPC      | Team Endurance Challenge     | 5    | 3        | 2    | 4   | 5     | 115   | 1°   |
| 2014     | European Le Mans Series - LMP2      | Signatech-Alpine             | 5    | 1        | 0    | 0   | 3     | 78    | 1°   |
| 2014     | 24 Ore di Le Mans - LMP2            | Signatech-Alpine             | 1    | 0        | 0    | 0   | 1     | N/A   | 3°   |
| 2015     | Renault Sport Trophy                | Monlau Competicion           | 1    | 0        | 0    | 0   | 0     | 6     | 15°  |
| 2015     | Blancpain Endurance Series - GT3 Am | Delahaye Racing              | 1    | 0        | 0    | 0   | 0     | 15    | 17°  |
| 2015     | WEC- LMP2                           | Signatech-Alpine             | 8    | 1        | 1    | 0   | 2     | 86    | 4°   |
| 2015     | 24 Ore di Le Mans - LMP2            | Signatech-Alpine             | 1    | 0        | 0    | 0   | 0     | N/A   | 18°  |
| 2016     | WEC- LMP2                           | Panis-Barthez Compétition    | 4    | 0        | 0    | 0   | 0     | 14    | 26°  |
| 2016     | European Le Mans Series - LMP2      | Panis-Barthez Compétition    | 6    | 0        | 1    | 1   | 0     | 8     | 13°  |
| 2016     | 24 Ore di Le Mans - LMP2            | Panis-Barthez Compétition    | 1    | 0        | 0    | 0   | 0     | N/A   | 8°   |
| 2017     | European Le Mans Series - LMP2      | Panis-Barthez Compétition    | 2    | 0        | 0    | 0   | 0     | 2     | 24°  |
| 2017     | GT4 European Series - Pro-Am        | L'Espace Bienvenue           | 2    | 0        | 0    | 0   | 0     | N/A   | NC   |
| 2018     | European Le Mans Series - LMP2      | IDEC Sport                   | 6    | 0        | 2    | 0   | 2     | 64    | 4°   |
| 2018     | 24 Ore di Le Mans - LMP2            | IDEC Sport                   | 1    | 0        | 0    | 0   | 0     | N/A   | 14°  |
| 2018-19  | WEC- LMP2                           | IDEC Sport                   | 2    | 0        | 1    | 0   | 0     | 0     | NC   |
| 2019     | European Le Mans Series - LMP2      | IDEC Sport                   | 6    | 1        | 1    | 0   | 4     | 125   | 1°   |
| 2019     | 24 Ore di Le Mans - LMP2            | IDEC Sport                   | 1    | 0        | 0    | 0   | 0     | N/A   | 5°   |
| 2019-20  | WEC- LMP2                           | IDEC Sport                   | 1    | 0        | 0    | 0   | 0     | 0     | NC   |
| 2020     | European Le Mans Series - LMP2      | IDEC Sport                   | 4    | 0        | 0    | 0   | 0     | 13    | 18°  |
| 2020     | 24 Ore di Le Mans - LMP2            | IDEC Sport                   | 1    | 0        | 0    | 0   | 0     | N/A   | 6°   |
| 2021     | IMSA-LMP2                           | Era Motorsport w/ IDEC Sport | 2    | 1        | 0    | 0   | 1     | 0     | NC   |
| 2021     | European Le Mans Series - LMP2      | IDEC Sport                   | 6    | 0        | 0    | 0   | 0     | 32    | 9°   |
| 2021     | WEC- LMP2                           | Racing Team Nederland        | 1    | 0        | 0    | 0   | 1     | 15    | 19°  |
| 2022     | European Le Mans Series - LMP2      | IDEC Sport                   | 6    | 1        | 0    | 1   | 1     | 53    | 6°   |
| 2022     | WEC- LMP2                           | Richard Mille Racing Team    | 3    | 0        | 0    | 0   | 0     | 10    | 20°  |
| 2023     | IMSA-LMP2                           | PR1/Mathiasen Motorsports    | 7    | 1        | 4    | 0   | 4     | 1995  | 1°   |
| 2023     | European Le Mans Series - LMP2      | IDEC Sport                   | 6    | 0        | 1    | 0   | 2     | 63    | 5°   |

### European Le Mans Series
| Anno    | Squadra           | Classe | Vettura           | SIL | IMO | RBR | HUN | LEC |     | Punti | Pos. |
| ------- | ----------------- | ------ | ----------------- | --- | --- | --- | --- | --- | --- | ----- | ---- |
| 2013    | Team Endurance    | LMPC   | Oreca FLM09       | 2   | 1   | 1   | 1   | 2   |     | 115   | 1°   |
| Anno    | Squadra           | Classe | Vettura           | SIL | IMO | RBR | LEC | EST |     | Punti | Pos. |
| 2014    | Signatech Alpine  | LMP2   | Alpine (Oreca 03) | 5   | 3   | 1   | 2   | 5   |     | 78    | 1°   |
| Anno    | Squadra           | Classe | Vettura           | SIL | IMO | RBR | LEC | SPA | EST | Punti | Pos. |
| 2016    | Panis Barthez     | LMP2   | Oreca 05          | 9   | 7   | 7   | 10  | 7   | 7   | 27.5  | 12°  |
| Anno    | Squadra           | Classe | Vettura           | SIL | MNZ | RBR | LEC | SPA | ALG | Punti | Pos. |
| 2017    | IDEC Sport Racing | LMP2   | Ligier JS P217    |     |     |     |     | 10  | 10  | 2     | 24°  |
| Anno    | Squadra           | Classe | Vettura           | LEC | MNZ | RBR | SIL | SPA | ALG | Punti | Pos. |
| 2018    | IDEC Sport        | LMP2   | Oreca 07          | 7   | 3   | 4   | 3   | 4   | 6   | 64    | 4°   |
| Anno    | Squadra           | Classe | Vettura           | LEC | MNZ | CAT | SIL | SPA | ALG | Punti | Pos. |
| 2019    | IDEC Sport        | LMP2   | Oreca 07          | 2   | 2   | 5   | 1   | 5   | 1   | 105   | 1°   |
| Anno    | Squadra           | Classe | Vettura           | LEC | SPA | LEC | MNZ | ALG |     | Punti | Pos. |
| 2020    | IDEC Sport        | LMP2   | Oreca 07          | Rit | 7   | 7   |     | 10  |     | 13    | 18°  |
| Anno    | Squadra           | Classe | Vettura           | CAT | RBR | LEC | MNZ | SPA | ALG | Punti | Pos. |
| 2021    | IDEC Sport        | LMP2   | Oreca 07          | 8   | 6   | 9   | 9   | 6   | 7   | 32    | 9°   |
| Anno    | Squadra           | Classe | Vettura           | LEC | IMO | MNZ | CAT | SPA | ALG | Punti | Pos. |
| 2022    | IDEC Sport        | LMP2   | Oreca 07          | 4   | 5   | 1   | 13  | Rit | 7   | 53    | 6°   |
| Anno    | Squadra           | Classe | Vettura           | BAR | LEC | ARA | SPA | POR | ALG | Punti | Pos. |
| 2023    | IDEC Sport        | LMP2   | Oreca 07          | 3   | 5   | 2   | 4   | 6   | 6   | 62    | 5°   |
| Anno    | Squadra           | Classe | Vettura           | BAR | LEC | IMO | SPA | MUG | ALG | Punti | Pos. |
| 2024    | Cool Racing       | LMP2   | Oreca 07          | 12  | 2   | Rit |     |     |     | 18    | 19°  |
| Legenda |                   |        |                   |     |     |     |     |     |     |       |      |

*Stagione in corso.

### Risultati 24 ore di Le Mans
| Anno | Team                      | Co-Piloti                            | Auto                | Classe   | Giri | Pos. | Classe Pos. |
| ---- | ------------------------- | ------------------------------------ | ------------------- | -------- | ---- | ---- | ----------- |
| 2014 | Signatech-Alpine          | Oliver Webb Nelson Panciatici        | Alpine A450b-Nissan | LMP2     | 355  | 7°   | 3°          |
| 2015 | Signatech-Alpine          | Nelson Panciatici Vincent Capillaire | Alpine A450b-Nissan | LMP2     | 110  | DNF  | DNF         |
| 2016 | Panis-Barthez Compétition | Fabien Barthez Timothé Buret         | Ligier JS P2-Nissan | LMP2     | 347  | 12°  | 8°          |
| 2018 | IDEC Sport                | Paul Lafargue Memo Rojas             | Oreca 07-Gibson     | LMP2     | 312  | DNF  | DNF         |
| 2019 | IDEC Sport                | Paul Lafargue Memo Rojas             | Oreca 07-Gibson     | LMP2     | 364  | 10°  | 5°          |
| 2020 | IDEC Sport                | Paul Lafargue Richard Bradley        | Oreca 07-Gibson     | LMP2     | 366  | 10°  | 6°          |
| 2021 | IDEC Sport                | Paul Lafargue Patrick Pilet          | Oreca 07-Gibson     | LMP2     | 359  | 11°  | 6°          |
| 2022 | IDEC Sport                | Paul Lafargue Patrick Pilet          | Oreca 07-Gibson     | LMP2     | 366  | 12°  | 8°          |
| 2023 | IDEC Sport                | Laurents Hörr Paul Lafargue          | Oreca 07-Gibson     | LMP2     | 326  | 14º  | 6º          |
| 2024 | Alpine Endurance Team     | Charles Milesi Ferdinand Habsburg    | Alpine A424         | Hypercar | 75   | DNF  | DNF         |
| 2025 | Alpine Endurance Team     | Charles Milesi Ferdinand Habsburg    | Alpine A424         | Hypercar | 385  | 9°   | 9°          |

### Risultati 24 ore di Daytona
| Anno | Team                      | Co-piloti                                | Auto            | Classe | Giri | Pos. | Pos Cat. |
| ---- | ------------------------- | ---------------------------------------- | --------------- | ------ | ---- | ---- | -------- |
| 2021 | Era Motorsport            | Ryan Dalziel Dwight Merriman Kyle Tilley | Oreca 07-Gibson | LMP2   | 787  | 6°   | 1°       |
| 2022 | Era Motorsport            | Ryan Dalziel Dwight Merriman Kyle Tilley | Oreca 07-Gibson | LMP2   | 718  | Rit  | Rit      |
| 2023 | PR1/Mathiasen Motorsports | Alex Quinn Ben Keating Nicolas Lapierre  | Oreca 07-Gibson | LMP2   | 757  | 13º  | 7º       |
| 2024 | AO Racing                 | Alex Quinn Matthew Brabham P. J. Hyett   | Oreca 07        | LMP2   | 753  | 16º  | 8º       |

### Risultati WEC
| Anno    | Squadra                   | Classe   | Vettura      | SIL | SPA | LMS | NÜR | COA | FUJ | SHA | BHR |     | Punti | Pos. |
| ------- | ------------------------- | -------- | ------------ | --- | --- | --- | --- | --- | --- | --- | --- | --- | ----- | ---- |
| 2015    | Signatech Alpine          | LMP2     | Alpine A450b | Rit | 5   | Rit | 5   | 5   | 2   | 1   | 4   |     | 86    | 4°   |
| Anno    | Squadra                   | Classe   | Vettura      | SIL | SPA | LMS | NÜR | MEX | COA | FUJ | SHA | BHR | Punti | Pos. |
| 2016    | Baxi DC Racing Alpine     | LMP2     | Alpine A460  |     |     |     |     |     |     | 9   | 8   | 6   | 14    | 26°  |
| Anno    | Squadra                   | Classe   | Vettura      | SPA | ALG | MON | LMS | BHR | BHR |     |     |     | Punti | Pos. |
| 2021    | Racing Team Nederland     | LMP2     | Oreca 07     |     |     | 3   |     |     |     |     |     |     | 15    | 19°  |
| Anno    | Squadra                   | Classe   | Vettura      | SEB | SPA | LMS | MON | FUJ | BHR |     |     |     | Punti | Pos. |
| 2022    | Richard Mille Racing Team | LMP2     | Oreca 07     |     |     |     | Rit | 8   | 8   |     |     |     | 10    | 20°  |
| Anno    | Squadra                   | Classe   | Vettura      | QAT | IMO | SPA | LMS | SÃO | COA | FUJ | BHR |     | Punti | Pos. |
| 2024    | Alpine Endurance Team     | Hypercar | Alpine A424  | 7   | 13  | 9   | Rit | 12  | 5   |     | 4   |     | 29    | 18°  |
| Anno    | Squadra                   | Classe   | Vettura      | QAT | IMO | SPA | LMS | SÃO | COA | FUJ | BHR |     | Punti | Pos. |
| 2025    | Alpine Endurance Team     | Hypercar | Alpine A424  | 13  | 14  | 8   | 8   |     |     |     |     |     | 12*   |      |
| Legenda |                           |          |              |     |     |     |     |     |     |     |     |     |       |      |

* Stagione in corso.

### Asian Le Mans Series
| Anno    | Squadra            | Classe | Vettura  | SEP | SEP | DUB | ABU | ABU | Punti | Pos. |
| ------- | ------------------ | ------ | -------- | --- | --- | --- | --- | --- | ----- | ---- |
| 2023-24 | Proton Competition | LMP2   | Oreca 07 | 4   | 5   | 7   | 10  | Rit | 30    | 9°   |
| Legenda |                    |        |          |     |     |     |     |     |       |      |